# Đấm gió

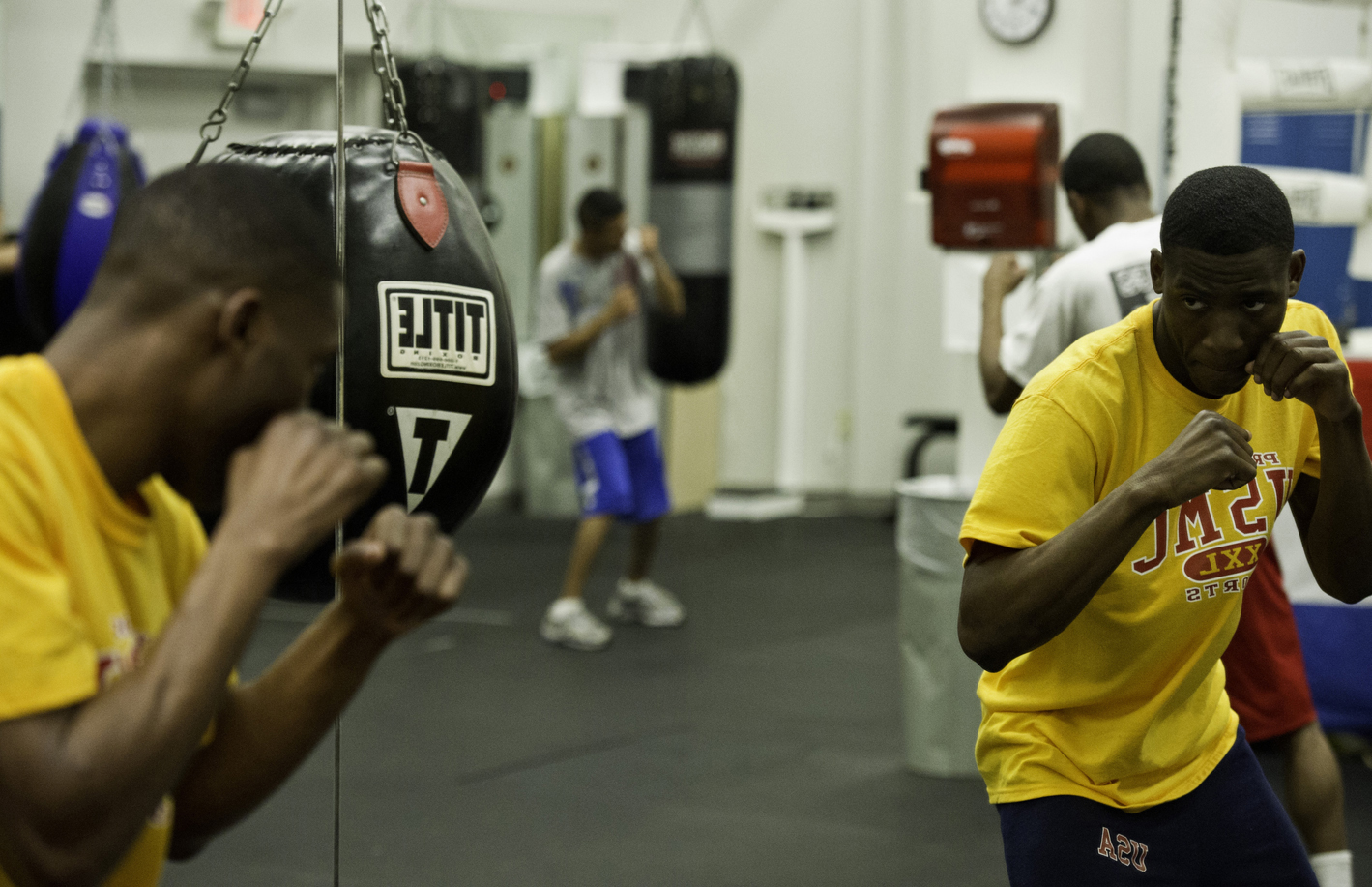
Một vận động viên tập đấm gió trước gương

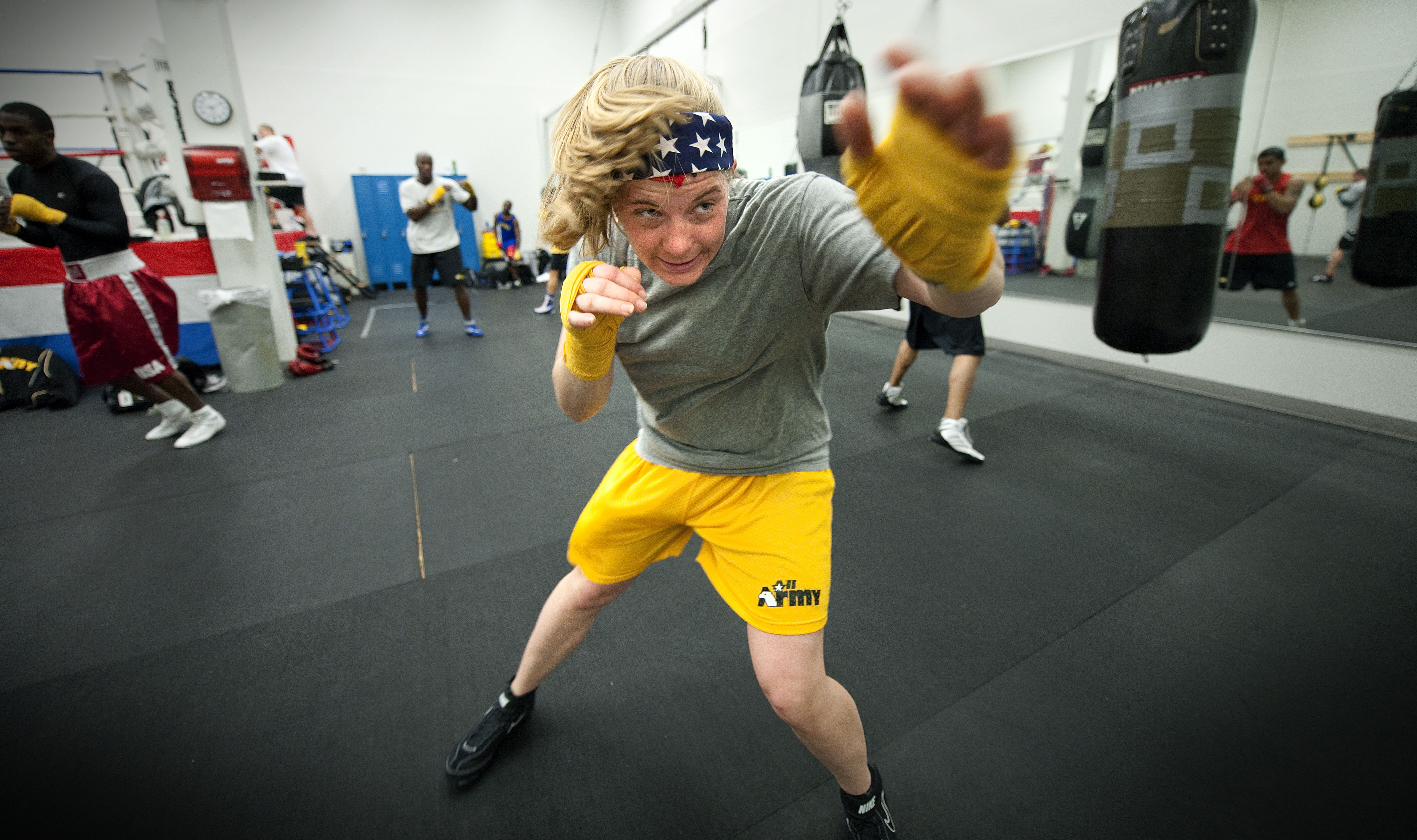
Tập đánh gió

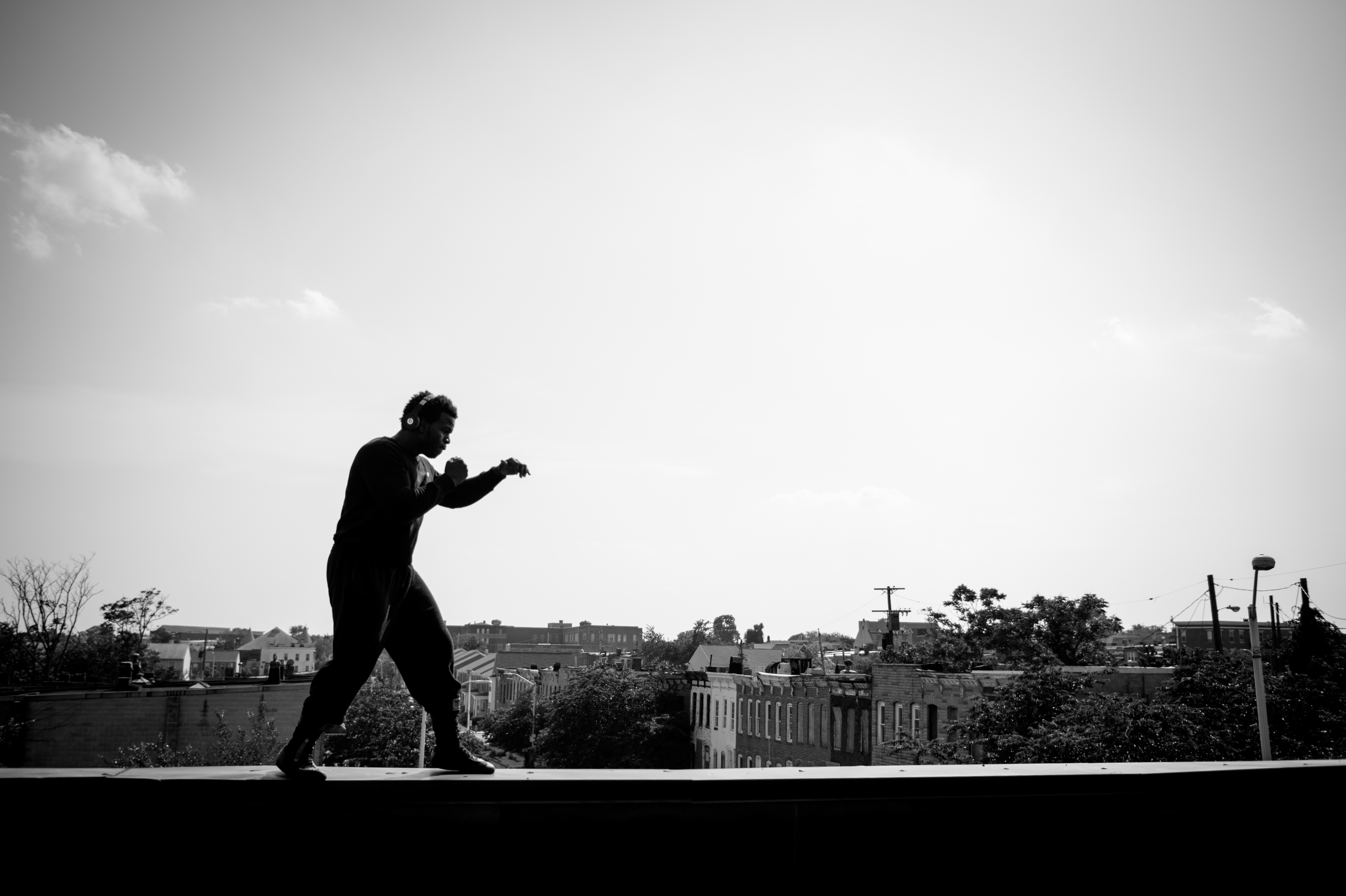
Một võ sĩ đang tập đánh gió

Đấm gió (Shadowboxing) là một bài tập môn thể thao chiến đấu trong đó một người tung những cú đấm vào không khí (vào hư không) như thể có một đối thủ đang hiện diện trước mặt. Đấm gió được tập luyện chủ yếu trong môn quyền Anh là chính và đấm gió được sử dụng chủ yếu để chuẩn bị bài khởi động cho cơ bắp trước khi người tập luyện tham gia vào hoạt động thể chất với cường độ mạnh hơn. Võ sĩ huyền thoại Muhammad Ali đã từng biểu diễn một động tác đấm gió nổi tiếng bên cạnh Howard Cosell trong chương trình Wide World of Sports của Hãng truyền hình ABC ông đã biểu diễn trực tiếp trước máy quay. Võ sĩ quyền anh George Dixon được công nhận rộng rãi là người phát triển kỹ thuật này.
Hầu hết các Huấn luyện viên quyền Anh đều khuyến khích các võ sĩ của mình tập đấm gió trước khi tham gia bất kỳ bài tập hàng ngày nào khác. Mục đích chính của bài tập này, ngoài việc giúp các cơ sẵn sàng cho một hoạt động khác, thường là duy trì nhịp độ của võ sĩ và cho võ sĩ thấy họ sẽ nhìn nhận như thế nào về giai đoạn luyện tập đó khi đối đầu với một đối thủ nhất định. Điều này có thể quan trọng vì các võ sĩ hình dung mình sẽ đối mặt với các đối thủ tương lai gần của mình: nó thường giúp các võ sĩ hình dung được điều gì cần phải tinh chỉnh trong đòn thế và điều gì không cần phải thay đổi mà tiếp tục phát huy đòn thế. Luyện tập đấm gió không phải tập để đánh đúng tư thế, mà người học nên thiên về nghĩa tập để cảm nhận và thấu hiểu chuyển động. Nhưng nếu lạm dụng kỹ thuật này cũng không tốt vì các tay đấm sẽ quá thiên về chỉn chu tư thế, quá chú ý đến các tiểu tiết, gò bó kiểu dáng chuẩn chỉnh đẹp mã nhưng kết cục là sẽ chỉ tung ra những cú đấm không não, vô hồn, thiếu tập trung.
Thỉnh thoảng kỹ thuật đấm gió cũng có lợi ích khi kết hợp với tạ tay (dumbell) khi tập đấm bốc để các cú đấm có thể nhanh hơn, mạnh hơn mà không cần tạ. Cũng là điều rất tốt khi tay đấm sẽ nhìn vào gương khi bản thân đang tập đấm bốc để người tập có thể phát hiện ra những lỗi nhỏ trong tiết tấu di chuyển và ra đòn của mình. Các võ sĩ có thể muốn tự mình tập đấm gió sau khi kết thúc các bài tập hàng ngày ở bất cứ nơi nào họ muốn ở nhà mà không cần phải biểu diễn trực tiếp trước gương. Một khi đã quen với nhịp điệu, tay đấm sẽ hình dung ra mình đang trong trận đấu và phản ứng với đối thủ vô hình của mình. Các võ sĩ của các môn võ thuật đấu vật khác cũng tập đấm bốc như một phần trong chế độ luyện tập hàng ngày của họ. Người tập đấm gió sẽ tự chọn kĩ thuật, chiến thuật cho mình và tự kiểm tra chúng. Với bài tập đấm gió, động tác không cần phải chuẩn chỉnh, không cần ra sức nhiều như khi tập  tập với đích (Padwork)/đánh Pad và tập với bao đấm (Bagwork)/đấm bao.